# Lew Tołkunow
Lew Nikołajewicz Tołkunow (ros. Лев Николаевич Толкунов, ur. 22 stycznia 1919 we wsi Bukriejewka w guberni kurskiej, zm. 13 lipca 1989 w Moskwie) – radziecki dziennikarz i polityk.

## Życiorys
Od 1937 studiował w Moskiewskim Instytucie Dziennikarstwa, 1938-1944 pracował w gazecie "Prawda", m.in. był pomocnikiem głównego redaktora i od 1941 korespondentem wojennym na Froncie Kalinińskim, Północno-Zachodnim, Briańskim, 4 Ukraińskim i 2 Białoruskim. Od 1943 był członkiem WKP(b), 1946 ukończył Wyższą Szkołę Partyjną przy KC WKP(b), od października 1946 do listopada 1947 ponownie korespondent gazety "Prawda", od listopada 1947 do października 1947 zastępca sekretarza odpowiedzialnego i szef działu redakcji gazety "Za procznyj mir, za narodnuju diemokratiju". Od października 1951 do stycznia 1954 zastępca redaktora "Prawdy", od stycznia 1954 do sierpnia 1957 redaktor ds. działu państw socjalistycznych, od sierpnia 1957 do czerwca 1960 konsultant w KC KPZR. Od czerwca 1960 do grudnia 1962 zastępca kierownika, a od grudnia 1962 do października 1965 I zastępca kierownika wydziału KC KPZR, od października 1965 do lutego 1976 redaktor naczelny gazety "Izwiestija", od lutego 1976 do 1983 przewodniczący zarządu Agencji Prasy Nowosti. Od 1983 do kwietnia 1984 ponownie redaktor naczelny gazety "Izwiestija", od kwietnia 1984 do maja 1988 przewodniczący Rady Związku Rady Najwyższej ZSRR, od maja 1988 na emeryturze. Od 1966 zastępca członka, a 1976-1989 członek KC KPZR. Deputowany do Rady Najwyższej ZSRR od 7 do 11 kadencji. Pochowany na Cmentarzu Nowodziewiczym.

## Odznaczenia
- Order Lenina (dwukrotnie)
- order Rewolucji Październikowej
- Order Wojny Ojczyźnianej I klasy
- Order Czerwonego Sztandaru Pracy (trzykrotnie)
- Order Przyjaźni Narodów
- Order Czerwonej Gwiazdy